# Каменна-Гура (гмина)
Каменна-Гура (пол. Kamienna Góra) — сельская гмина (волость) в Польше, входит как административная единица в Каменногурский повет, Нижнесилезское воеводство. Население — 8663 человека (на 2004 год).

## Демография
| Перепись                       | Всего   | Всего | Женщины | Женщины | Мужчины | Мужчины |
| ------------------------------ | ------- | ----- | ------- | ------- | ------- | ------- |
| Единицы                        | человек | %     | человек | %       | человек | %       |
| Население                      | 8663    | 100   | 4328    | 50      | 4335    | 50      |
| Плотность населения (чел./км²) | 54,8    | 54,8  | 27,4    | 27,4    | 27,4    | 27,4    |

## Соседние гмины
1. Гмина Чарны-Бур
2. Гмина Яновице-Вельке
3. Каменна-Гура
4. Ковары
5. Гмина Любавка
6. Гмина Марцишув
7. Гмина Мерошув
8. Гмина Мыслаковице